# 杜比诺
杜比诺（義大利語：Dubino），是意大利松德里奥省的一个市镇。总面积13平方公里，人口3492人，人口密度268.6人/平方公里（2009年）。国家统计（ISTAT）代码为014027。
杜比诺与安达洛瓦尔泰利诺、奇诺、德莱比奥、杰拉拉里奥、曼泰洛、诺瓦泰梅佐拉、皮安泰多、索里科和韦尔切伊阿接壤。